# Arycanda discipuncta
Arycanda discipuncta là một loài bướm đêm trong họ Geometridae.